# Estació de Flix
Flix és una estació de ferrocarril propietat d'adif situada a l'oest de la població de Flix a la comarca catalana de la Ribera d'Ebre. L'estació es troba a la línia Reus-Casp i hi tenen parada trens regionals de la línia R15 de Rodalies de Catalunya i la línia Ca6, ambdues operades per Renfe Operadora. Disposa d'instal·laciones logístiques de mercaderies. L'any 2016 va registrar l'entrada de 10.000 passatgers.

## Història
Aquesta estació, projectada inicialment per la Companyia dels Ferrocarrils Directes, va ser inaugurada el 24 de gener de 1892 encara que no entra en servei fins a l'1 de febrer del mateix any, quan va entrar en servei el tram construït per la Companyia dels Ferrocarrils de Tarragona a Barcelona i França (TBF) entre Móra la Nova (1891) i Faió - la Pobla de Massaluca. Tot i que l'edifici va ser concebut com a provisional, diferenciant-se estructuralment d'altres de la línia, ha perdurat i encara es conserva. L'any 2011 hi havia uns 10 trens que feien parada a l'estació.
El mes de maig de 2008 Adif va adjudicar la modernització de l'estació per augmentar la seguretat, eficàcia i fiabilitat de les instal·lacions. El mateix any Adif va inplantar canvis a l'estació, traduint-se amb la reducció de personal i atenció a l'estació, tot i ser una instal·lació afectada pel Pla d'emergència nuclear de Tarragona (PENTA) i pel Pla d'emergència del sector químic de Catalunya (PLASEQCAT), tal com l'AMAC (Associació de Municipis en Àrees de Centrals Nuclears) va denunciar pel fet de deixar sense vigilància una estació per on passen mercaderies perilloses. El municipi va reclamar la restitució del personal i la CGT va organitzar protestes a Barcelona, Madrid, Tarragona i Valls.

## Edifici
L'edifici de viatgers disposa de dues plantes, és de planta rectangular i es troba a l'esquerra de les vies. Està formada per cinc vies i dues andanes, una lateral i una altra central. La via principal està numerada com a via 1, mentre les altres vies són les 2,3 i 5. La via 4 correspon a una via morta que connectava amb Móra la Nova. El recinte es completa amb una subestació elèctrica i un antic moll de càrrega.

## Serveis ferroviaris
| Serveis regionals de Rodalies de Catalunya |                  |       |      |                                                                       |
| Procedència/Destinació                     | <                | Línia | >    | Procedència/Destinació                                                |
| terminal Riba-roja d'Ebre                  | Riba-roja d'Ebre |       | Ascó | Barcelona-Estació de França Barcelona-Sant Andreu Comtal              |
| Casp Saragossa-Delicias                    | Riba-roja d'Ebre |       | Ascó | Móra la Nova Barcelona-Estació de França Barcelona-Sant Andreu Comtal |

Fins al 13 de desembre de 2008 a més de regionals, també efectuava parada, l'Estrella Costa Brava, però aquest va deixar de circular per la línia.